# Mawishiña
Mawishiña est une localité de la paroisse civile de Huachamacare dans la municipalité d'Alto Orinoco dans l'État d'Amazonas au Venezuela proche des sources du río Cunucunuma, au nord-est du cerro Duida.